# Pseudococcus mandio
Pseudococcus mandio är en insektsart som beskrevs av Williams 1985. Pseudococcus mandio ingår i släktet Pseudococcus och familjen ullsköldlöss. Inga underarter finns listade i Catalogue of Life.